# Codex Maximilianeus bavaricus civilis
O Codex Maximilianeus bavaricus civilis foi um código civil promulgado no Eleitorado da Baviera em 1756. Foi redigido inteiramente pelo chanceler bávaro, Wiguläus von Kreittmayr,  e recebeu o nome de Maximiliano III José, Eleitor da Baviera. Escrito em alemão, no entanto, incluía muitas frases em latim. Em seu conteúdo, aderiu ao Usus modernus Pandectarum mais fortemente do que projetos de codificação posteriores. Permaneceu em vigor na Baviera até a promulgação do alemão Bürgerliches Gesetzbuch (BGB) em 1 de janeiro de 1900.